# Begonia abbottii
Begonia abbottii é uma espécie de Begonia.